# Doxomysis nicobaris
Doxomysis nicobaris är en kräftdjursart som beskrevs av Panampunnayil 2002. Doxomysis nicobaris ingår i släktet Doxomysis och familjen Mysidae. Inga underarter finns listade i Catalogue of Life.